# Dasumia sancticedri
Dasumia sancticedri är en spindelart som beskrevs av Brignoli 1978. Dasumia sancticedri ingår i släktet Dasumia och familjen ringögonspindlar.
Artens utbredningsområde är Libanon. Inga underarter finns listade i Catalogue of Life.